# Bannière arrière de Hanggin
Pour les articles homonymes, voir Hanggin.
La bannière arrière de Hanggin (杭锦后旗 ; pinyin : Hángjǐn Hòu Qí) est une subdivision administrative de la région autonome de Mongolie-Intérieure en Chine. Elle est placée sous la juridiction de la ville-préfecture de Baynnur.

## Démographie
La population de la bannière était de 310 802 habitants en 1999.